# Oh boy, oh boy, oh boy!

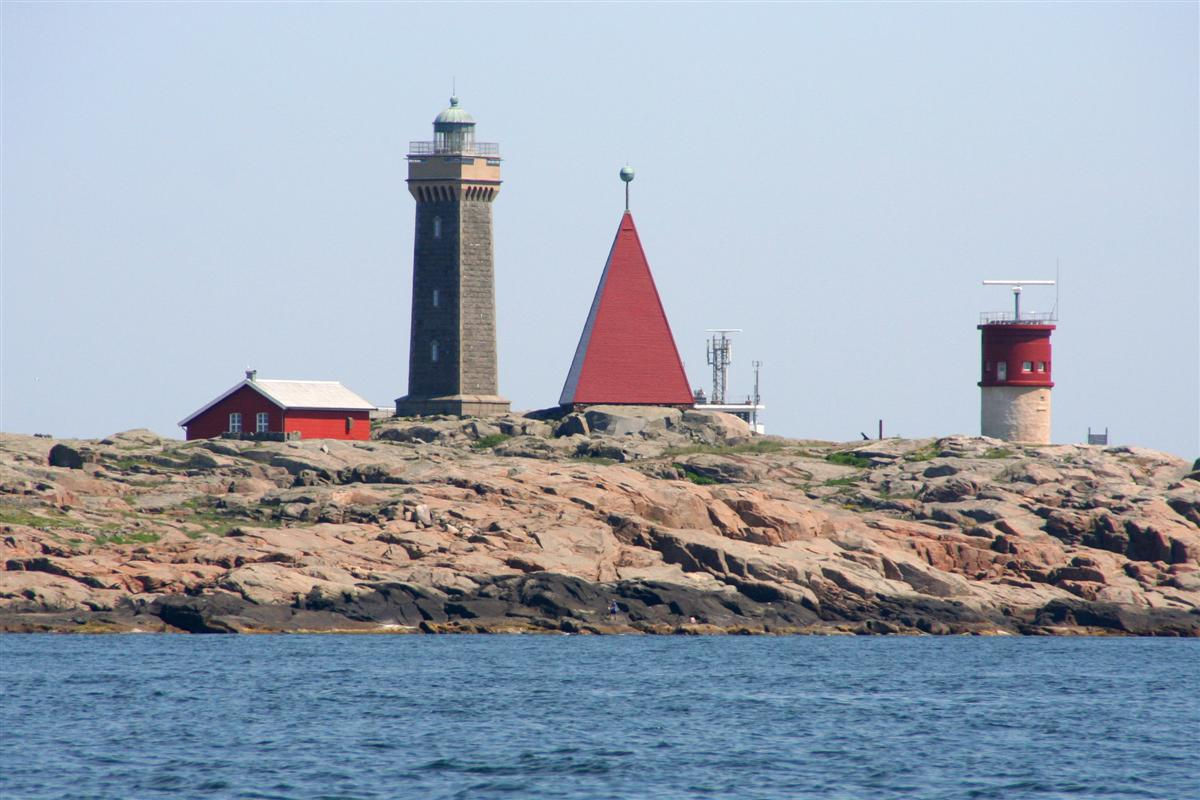
Vinga fyr, varifrån fartygen först siktades enligt sången.

Oh boy, oh boy, oh boy! är en sång skriven av Lasse Dahlquist, och utgiven med honom på skiva 1946. Den har också spelats in av bland andra Alf Robertsson och Charlie Norman.
Sången, som skildrar ett brittiskt flottbesök till Göteborg har blivit vanlig som allsång i Sverige.